# Einham
Einham és una entitat de població de Traunstein, a l'Alta Baviera.
El poble del districte de Haslach es troba a tres quilòmetres al sud-oest del centre de Traunstein.

## Història
A l'Edat Mitjana, Einham va ser la seu d'un equip principal de l'Amt d'Oberchiemgau del Ducat de Baviera, que incloïa les ciutats d'Aberg, Einham, Irlach, Neuling, Staudach i Tinnerting. El domini senyorial va estar al capítol eclesiàstic de l'arquebisbat de Salzburg fins al 1803. El poble va passar a formar part de la comunitat rural de Haslach, fundada l'any 1818 amb l'edicte municipal de Baviera. L'1 de maig de 1978 Einham va ser incorporat a Traunstein.